# Костел Святої Клари
Костел Святої Клари — римо-католицька культова споруда, пам'ятка архітектури місцевого значення в с. Городківка, Бердичівський район, Житомирська область.
Костел розташований у південно-західній частині Городківки, біля дороги, що веде до Бердичева, на невисокому березі річки Лебедівки. Побудований в еклектичному стилі з елементами неоготики та модерну XX століття.

## Історія
На місці теперішнього костьолу в Халаїмгородку (так до 1946 року називалася Городківка) в 1818 році коштом пана Міхаловського з дозволу керівництва дієцезії побудували кам'яну каплицю святої Клари — філію костьолу святого Антонія села Білопілля (нині Козятинського району Вінницької області, за 17 км від Городківки).
Історія каплиці св. Клари і костьолу в Халаїмгородку тісно пов'язана з життям родини Івановських. Так, у 1782 році село стало належати летичівському скарбничому Мацеєві Івановському, по його смерті — його синові Дезидерію Івановському, маршалкові Житомирського повіту. У 1844 році помер Д. Івановський, а в 1848-ому на 30-му році життя померла його дочка Фабіна (в одруженні Міхаловська). Клара Івановська ставить і освячує біля каплиці пам'ятний знак чоловіку й дочці з сірого нешліфованого граніту. Синові Євстахію вона заповіла побудувати костел, однак здійснити цей задум йому не вдалося. По смерті Є. Івановського його маєток, а також бібліотеку, архів і картинну галерею за заповітом успадкували рідні брати Маріуш і Євстахій Жмігродзькі. Їхнім батькам, Анні та Ромуальду Жмігродзьким, які проживали в с. Кашперівка, вдалося нарешті втілити в життя волю К. Івановської.
У 1910 році на місці каплиці почалося будівництво костьолу, яке закінчилося в 1913 році. Споруджували храм польські майстри та жителі Халаїмгородка і сусіднього села Жерделі під керівництвом будівничого Е. Яблонського і технолога А. Ходака. На кам'яному моноліті звелася будівля з каменю й цегли, дах її був покритий червоною черепицею, привезеною з польського заводу. Костьол відзначався акустикою інтер'єру і мелодією дзвонів. На дзвіниці була оригінальна конструкція з трьох дзвонів, найбільший з яких був вагою 150 кг. Вікна були засклені кольоровими вітражами, посеред святині під стелею висіла кришталева люстра. Прізвища фундаторів святині, будівничого, технолога і пробоща вирізані на камені, який вмурований у стіну.
Пробощем новозбудованого костьолу став Станіслав Гурський (відомостей про його діяльність і долю не залишилося). З 1921 року Халаїмгородський приход мав статус філії Білопільського приходу Липовецько-Бердичівського деканату. Цього ж року настоятелем приходу був призначений Борецький С. Т. Паралельно він душпаствує в с. Вчорайше (костьол в ім'я Різдва Христового), в с. Чорнорудка (каплиця), с. Шпичинці (каплиця).
У 1935 році Халаїмгородський приход припинив своє існування. Храм спочатку забрали під сільський клуб. Зняли дзвони з дзвіниці, статую Божої Матері біля входу збили з основи і кинули в ставок. У костьолі відбувалися виступи учасників художньої самодіяльності, проводились урочисті заходи у дні державних свят, танцювала сільська молодь. Однак пізніше клубом стало перебудоване приміщення православної церкви, а з костьолу зробили колгоспну комору.
Під час Другої світової війни, після встановлення в Халаїмгородку німецької окупаційної влади релігійне життя приходу було відновлено. За спогадами старожилів, богослужіння у святині організовував ксьондз Йосиф Козинський, що відіграв велику роль у відкритті храму св. Варвари в Бердичеві. Як активного бердичівського настоятеля його запрошували влітку 1943 року на богослужіння в Житомир. Відомо, що Козинський Й. К., постійно мешкаючи в Бердичеві, у 1945—1959 роках відвідував і проводив богослужіння в Городківці.
Рішенням Житомирського обласного виконавчого комітету за № 591 від 02.06.1961 року костьол св. Клари у Городківці було забрано у римо-католицької релігійної общини і передано місцевій середній школі під палац піонерів. Але з нього зробили колгоспну комору. Культові речі, орган, розписи на стінах було знищено.
У 70-х роках костьол справив велике враження на художника І. Я. Стадничука. Приїжджаючи з родиною у Городківку, зупинявся в троюрідного брата В. Ф. Голишівського. Саме в селі у митця виник задум створити картину «Бальзак», художник з чотирьох сторін змалював храм св. Клари (картина була написана вже в Алма-Аті). У 1982 році він намагався створити у костьолі картинну галерею, де б знаходилися його власні полотна та картини його друзів — художників Радянського Союзу, зокрема з Києва і Ленінграда, — але підтримки з боку керівників районного й обласного рівня не одержав.
У 1989 році святиня була передана римо-католицькій громаді. За кошти громади проведено ремонт, здійснено перекриття даху; богослужіння відновлено.